# Benquerencia
Benquerencia är en kommun i Spanien.   Den ligger i provinsen Provincia de Cáceres och regionen Extremadura, i den centrala delen av landet, 240 km sydväst om huvudstaden Madrid.